# Панарет (Петридис)
Митрополит Панарет Петридис (греч. Μητροπολίτης Πανάρετος Πετρίδης; 1863, Османская империя — 15 февраля 1922, Имврос, Чанаккале) — епископ Константинопольской православной церкви, митрополит Имврийский и Тенедский (1912—1922).

## Биография
Родился в 1863 году в Османской империи.
Служил протосинкеллом митрополита Иоаннинского Григория (Каллидиса).
2 февраля 1892 года Священным синодом Константинопольского патриархата был избран и 20 февраля хиротонисан во епископа Назианзского, викария митрополита Григория.
19 ноября 1896 году назначен митрополитом Преспанским и Охридским кафедральным городом которой был город Крушево.
18 марта 1899 года назначен митрополитом Струминицким и Тивериопольским.
5 октября 1900 года был избран митрополитом Элефтерупольским.
Призвал священников принять участие в борьбе за Македонию.
С 14 июля 1909 года управлял Галлипольской и Мадитской митрополией.
12 августа 1910 года назначен митрополитом Гелиопольским и Тирским.
12 июня 1912 года избран митрополитом Имврийским и Тенедским.
Скончался 15 февраля 1922 года на Имвросе.